# بروس فورمان
بروس فورمان (بالإنجليزية: Bruce Forman)‏ هو عازف قيثارة جاز أمريكي، ولد في 14 مايو 1956 في سبرينغفيلد في الولايات المتحدة.

## وصلات خارجية
- بروس فورمان على موقع ميوزك برينز (الإنجليزية)
- بروس فورمان على موقع أول ميوزيك (الإنجليزية)
- بروس فورمان على موقع ديسكوغز (الإنجليزية)